# Fala, Ruše
Fala este o localitate din comuna Ruše, Slovenia, cu o populație de 120 de locuitori.